# Aspidiophorus heterodermus
Aspidiophorus heterodermus is een buikharige uit de familie Chaetonotidae. Het dier komt uit het geslacht Aspidiophorus. Aspidiophorus heterodermus werd in 1937 voor het eerst wetenschappelijk beschreven door Saito. 